# Estação de Tottenham Hale
Tottenham Hale é uma estação do metrô de Londres, pertencente à Victoria line, inaugurada em 1968, que serve o bairro do Tottenham. Possui também os serviços do National Rail, além de um terminal de ônibus. É a estação mais próxima do Down Lane Park.

## Galeria

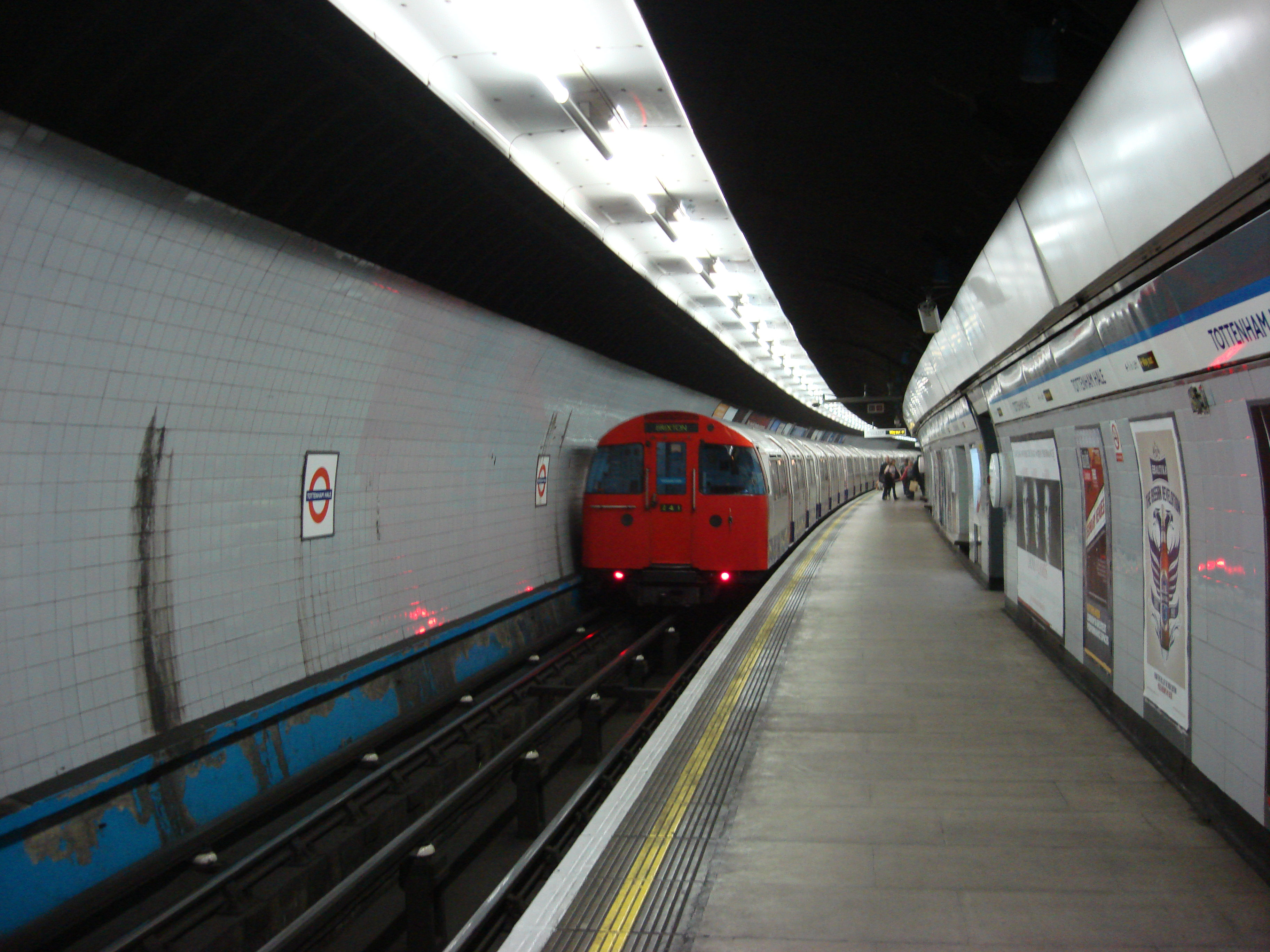
Trem chegando à plataforma norte da estação.
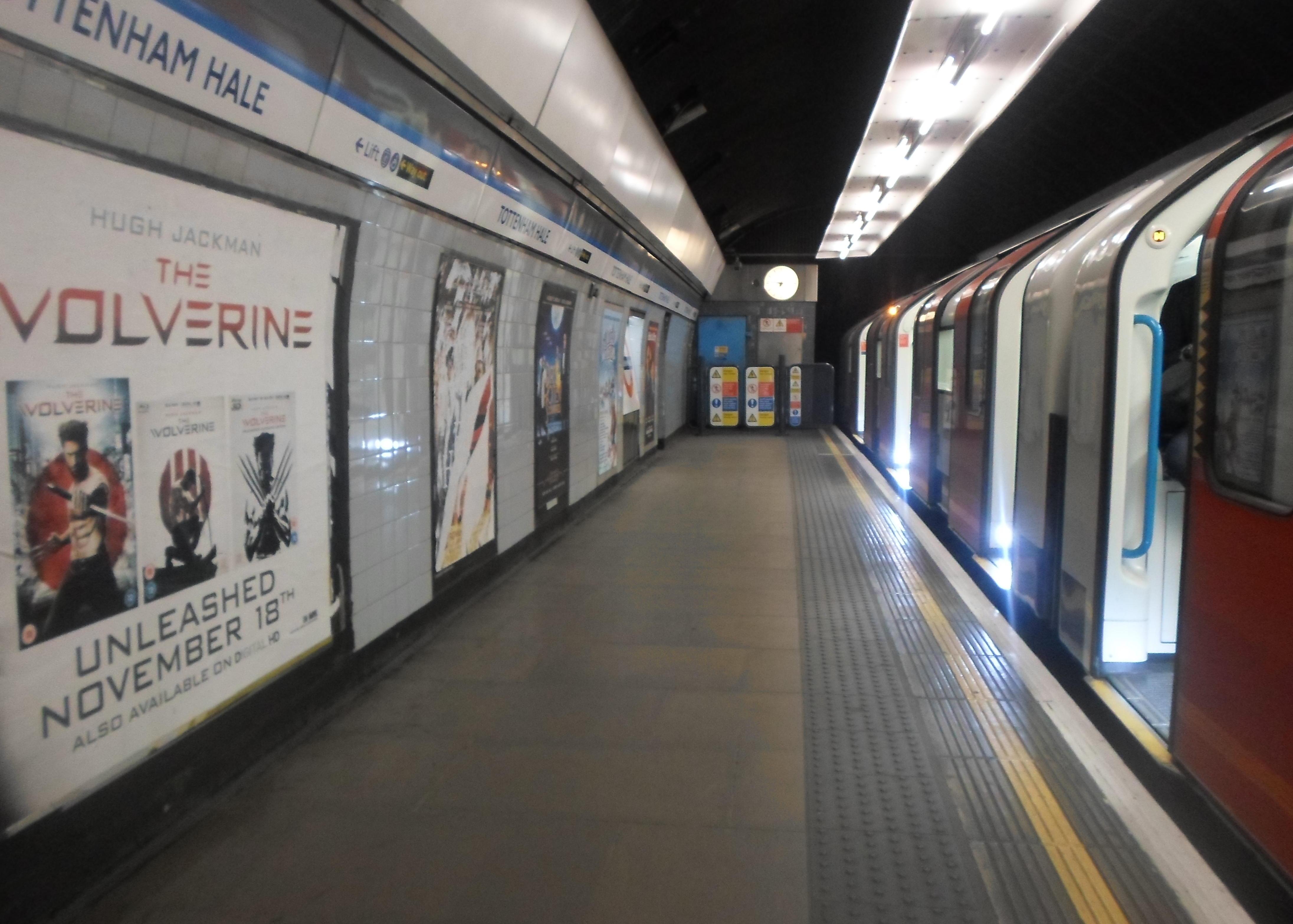
Trem parado na plataforma da estação Tottenham Hale, da Victoria line.
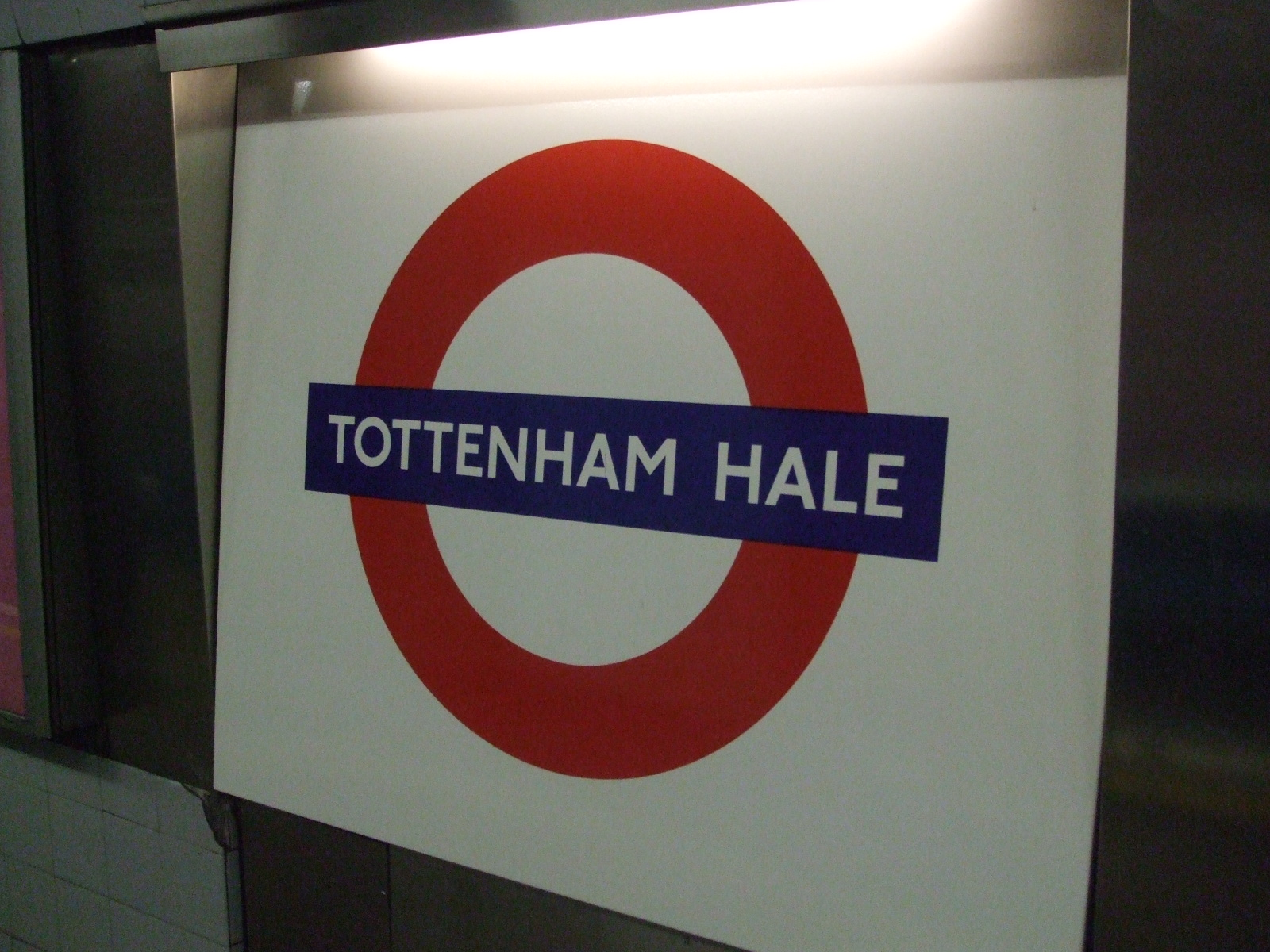
Placa com o nome da estação na plataforma da Victoria line.
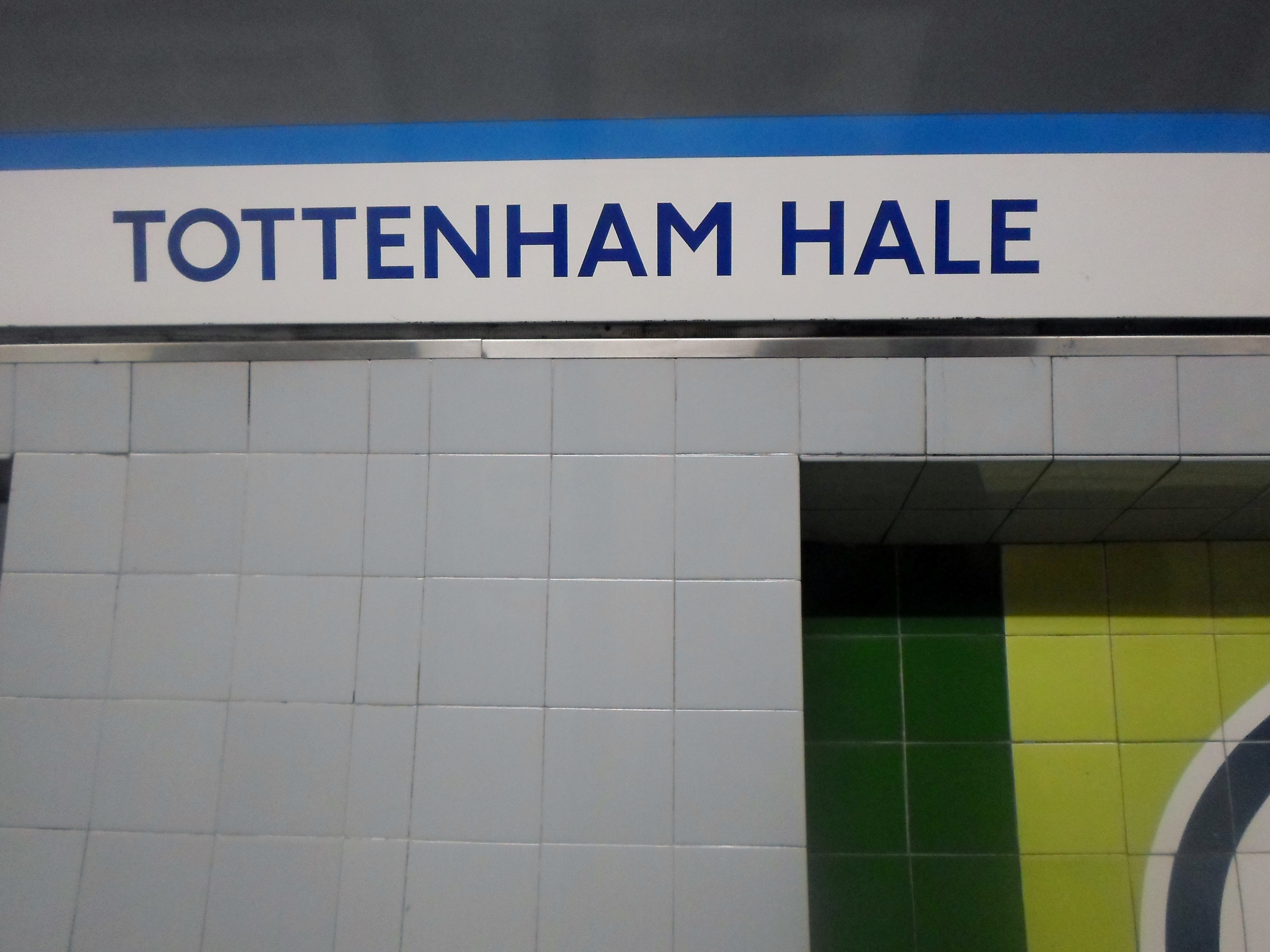
Nome da estação.